# Rennemoulin
Rennemoulin ist eine französische Gemeinde mit 107 Einwohnern (Stand 1. Januar 2022) im Département Yvelines in der Region Île-de-France. Sie gehört zum Arrondissement Versailles und zum Kanton Saint-Cyr-l’École. Die Einwohner werden Rennemoulinois genannt.

## Geographie
Rennemoulin befindet sich etwa 25 Kilometer westlich von Paris und umfasst eine Fläche von 222 Hektar. Nachbargemeinden sind:
- Noisy-le-Roi im Nordosten
- Fontenay-le-Fleury im Südosten
- Villepreux im Westen

## Bevölkerungsentwicklung
| Jahr      | 1962 | 1968 | 1975 | 1982 | 1990 | 1999 | 2006 | 2011 |
| Einwohner | 126  | 101  | 107  | 114  | 122  | 128  | 139  | 112  |

## Sehenswürdigkeiten
- Kapelle Saint-Nicolas aus dem 12. Jahrhundert
- Lavoir Saint-Nicolas (ehemaliger Waschplatz aus dem 13. Jahrhundert)

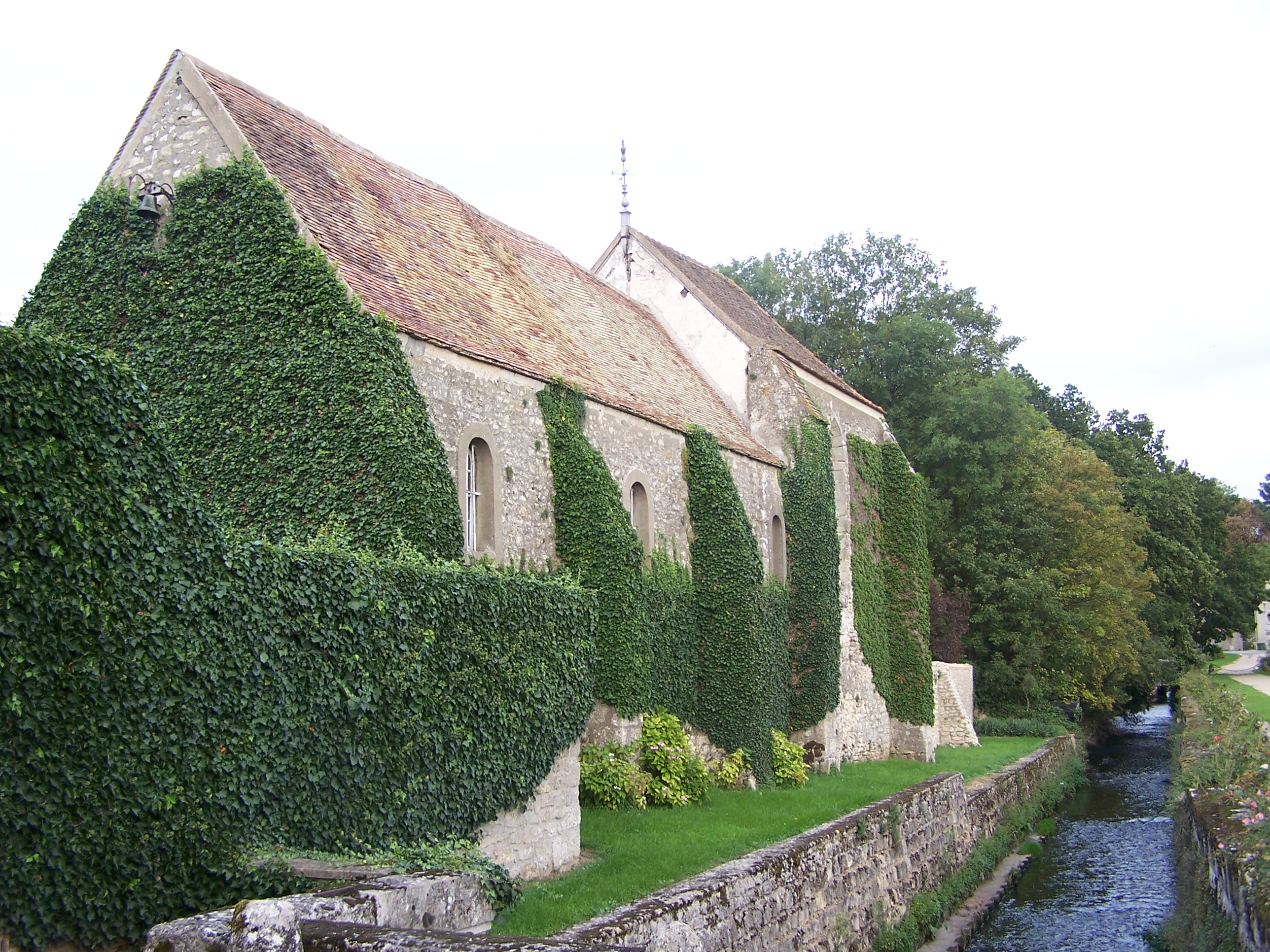
Kapelle Saint-Nicolas

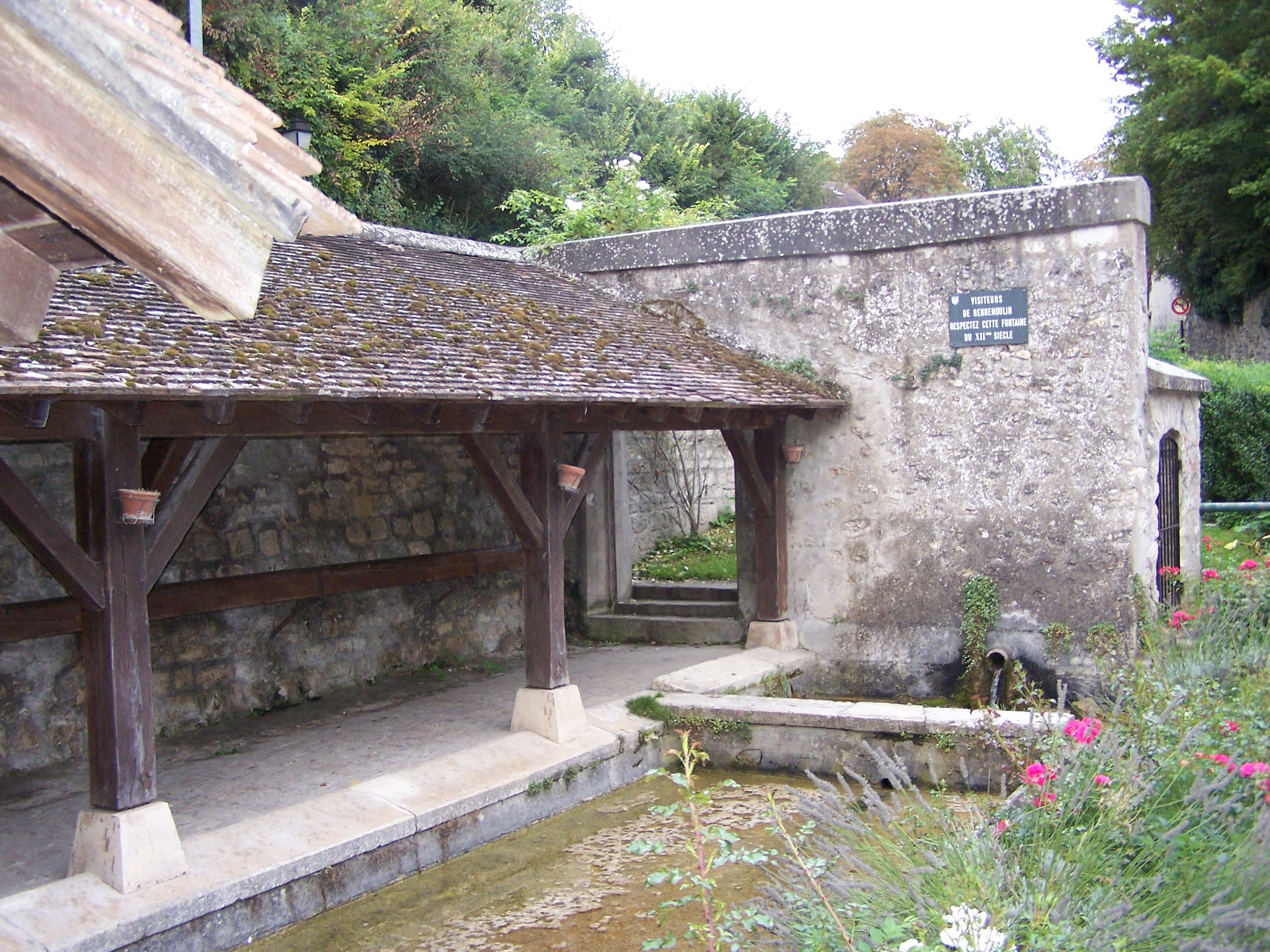
Lavoir Saint-Nicolas